# Júlia Font
Pour les articles homonymes, voir Font.
Júlia Font Gómez, née le 30 mars 1994 à Fondeguilla, est une traileuse espagnole. Elle a remporté deux titres de championne d'Espagne en trail et en course en montagne.

## Biographie
Née de parents pratiquant le trail en montagne, Júlia Font Gómez ne partage pas leur passion durant son enfance. Ce n'est qu'à l'âge de 17 ans qu'elle s'y essaie pour accompagner sa mère lors d'une course et se pique au jeu de la compétition.
En 2017, elle décroche ses premiers succès sur la scène nationale. Pratiquant également le ski-alpinisme, elle remporte le titre de championne d'Espagne U23 par équipes avec Clàudia Sabata à Baqueira Beret. Elle confirme son talent pour la discipline du trail en remportant le titre de championne d'Espagne U23 de course en montagne de la FEDME à Zumaia.
Elle remporte sa première médaille en catégorie senior lors des championnats d'Espagne de trail de la RFEA 2021 courus dans le cadre du Desafío Urbión. Elle effectue une solide course pour terminer deuxième derrière Anna Comet.
Le 3 avril 2022, elle s'élance aux départs des championnats d'Espagne de trail de la RFEA à Zahara de la Sierra. Voyant ses rivales prendre les commandes de la course, elle tire avantage de la connaissance du parcours pour lancer son attaque peu après et creuse l'écart en tête. Elle s'impose avec 17 minutes d'avance sur sa plus proche poursuivante, Virginia Pérez. Elle décroche ainsi son premier titre senior. Le 2 juillet, elle se classe septième des championnats d'Europe de trail à El Paso et remporte la médaille d'argent au classement par équipes avec Núria Gil deuxième et Anna Comet cinquième. Le 5 novembre, elle prend part aux championnats du monde de course en montagne et trail à Chiang Mai. Engagée sur l'épreuve de trail court, elle se classe dixième et décroche la médaille d'or du classement par équipes avec Núria Gil quatrième et Sheila Avilés cinquième.
Le 16 avril 2023, elle parvient à s'illustrer sur des distances plus courtes lors des championnats d'Espagne de course de montagne de la RFEA. Sur le parcours de 16 kilomètres à Lloret de Mar, elle domine la concurrence et s'impose avec quatre minutes d'avance sur la surprenante Laura Domene.

## Palmarès
| no  | féminin            | Course                                            | Longueur | Départ            | Temps           |
| --- | ------------------ | ------------------------------------------------- | -------- | ----------------- | --------------- |
| 28e | Médaille d'argent  | Desafío Urbión                                    | 36 km    | 5 septembre 2021  | 4 h 39 min 0 s  |
| 22e | Médaille d'or      | Championnats d'Espagne de trail RFEA              | 39 km    | 3 avril 2022      | 4 h 17 min 55 s |
| 36e | 7e                 | Championnats d'Europe de trail                    | 47,39 km | 2 juillet 2022    | 4 h 29 min 49 s |
| 35e | Médaille d'argent  | Mitja Pirineu                                     | 20 km    | 2 octobre 2022    | 1 h 52 min 39 s |
| 62e | 10e                | Championnats du monde de trail - Court            | 48 km    | 5 novembre 2022   | 4 h 2 min 41 s  |
| 47e | Médaille d'or      | Championnats d'Espagne de course de montagne RFEA | 16 km    | 16 avril 2023     | 1 h 14 min 8 s  |
| 10e | Médaille de bronze | Transvulcania Volcanes                            | 48 km    | 6 mai 2023        | 4 h 56 min 35 s |
| 40e | Médaille de bronze | ETC                                               | 15 km    | 29 août 2023      | 1 h 41 min 17 s |
| 16e | Médaille d'or      | Marató Pirineu                                    | 42 km    | 30 septembre 2023 | 4 h 17 min 41 s |
| 33e | Médaille d'argent  | Calamorro Skyrace                                 | 27,5 km  | 6 avril 2024      | 3 h 0 min 42 s  |
| 45e | Médaille d'argent  | SkyRace Gorges du Tarn                            | 24 km    | 18 mai 2024       | 2 h 54 min 47 s |
| 41e | Médaille d'or      | Gorbeia Suzien                                    | 32 km    | 28 septembre 2024 | 3 h 45 min 39 s |
| 21e | Médaille d'or      | Marató Pirineu                                    | 42 km    | 5 octobre 2024    | 4 h 5 min 0 s   |
| 46e | Médaille de bronze | Sobrescobio Skyrace                               | 32 km    | 27 octobre 2024   | 3 h 38 min 20 s |
| 27e | Médaille d'argent  | SkyMasters                                        | 42,5 km  | 16 novembre 2024  | 5 h 40 min 58 s |
| 22e | Médaille d'argent  | Tenerife Bluetrail - 47K                          | 47 km    | 29 mars 2025      | 4 h 29 min 23 s |

## Records
| Épreuve       | Épreuve       | Performance     | Date            | Lieu                 |
| ------------- | ------------- | --------------- | --------------- | -------------------- |
| 1 500 mètres  | En salle      | 4 min 46 s 11   | 31 janvier 2020 | Valence              |
| 3 000 mètres  | En salle      | 10 min 30 s 28  | 7 février 2021  | Barcelone            |
| 5 000 mètres  | 5 000 mètres  | 17 min 14 s 25  | 24 août 2020    | Castelló de la Plana |
| 10 kilomètres | 10 kilomètres | 34 min 56 s     | 9 janvier 2022  | Valence              |
| Semi-marathon | Semi-marathon | 1 h 16 min 14 s | 11 février 2024 | Barcelone            |